# Seelyville
Seelyville est une municipalité américaine située dans le comté de Vigo en Indiana.

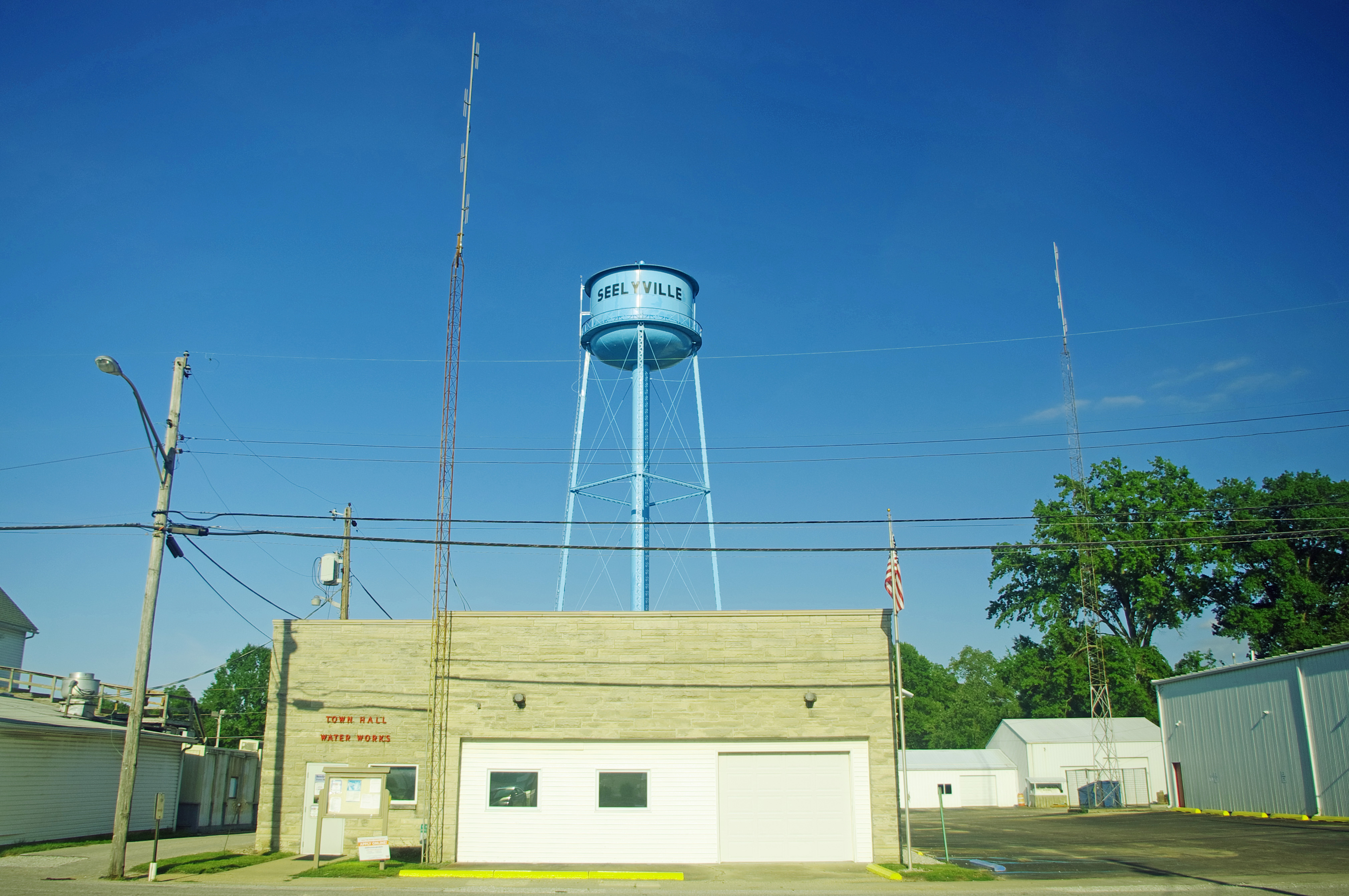
Mairie et château d'eau

Lors du recensement de 2010, sa population est de 1 029 habitants. Située à l'est de Terre Haute, la municipalité s'étend sur 0,91 mille carré (2,36 km2) dont 0,02 mille carré (0,05 km2) d'étendues d'eau.
La ville est fondée par Jonas Seely, qui y ouvre un bureau de poste en 1878.